# Jon Hamm
Jonathan Daniel „Jon“ Hamm (* 10. března 1971 St. Louis, Missouri) je americký herec a režisér.

## Kariéra
Po většinu devadesátých let žil v Los Angeles jako neúspěšný herec, ale později se objevil v řadě televizních seriálů jako Providence, The Division, What About Brian a Related. V roce 2000 přišel jeho filmový debut ve snímku Clinta Eastwooda Vesmírní kovbojové. Následující rok měl menší roli v nezávislé komedii Líbat Jessicu Steinovou.
Získal si uznání veřejnosti ztvárněním vedoucího reklamního oddělení Dona Drapera v dramatickém seriálu Šílenci z Manhattanu, který měl premiéru v červenci 2007. Jeho výkon mu vynesl Zlatý glóbus za nejlepší mužský herecký výkon v seriálu (drama) v roce 2008. Ve stejném roce se také objevil v remaku sci-fi Den, kdy se zastavila Země. Jeho první hlavní role přišla v roce 2010 v nezávislém snímku Stolen. Získal vedlejší role ve filmech Město (2010), Sucker Punch (2011) a Ženy sobě (2011). Také režíroval dvě epizody Šílenců z Manhattanu. Za hraní v seriálech Šílenci z Manhattanu a Studio 30 Rock získal osm nominací na ceny Emmy.

## Filmografie

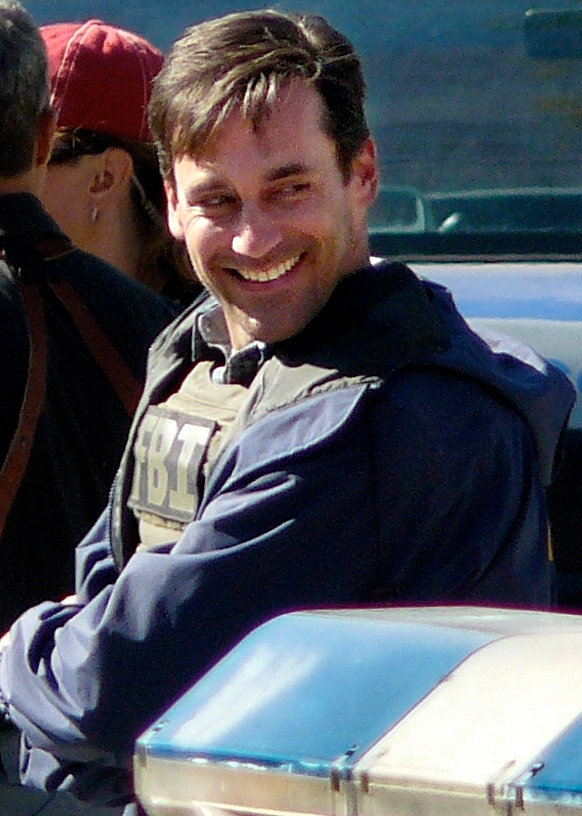
Hamm na natáčení filmu Město v září 2009

### Celovečerní filmy
| Rok  | Název                      | Role                    | Poznámky                         |
| ---- | -------------------------- | ----------------------- | -------------------------------- |
| 2000 | Vesmírní kovbojové         | mladý pilot             |                                  |
| 2001 | Líbat Jessicu Steinovou    | Charles                 |                                  |
| 2002 | Údolí stínů                | kapitán Matt Dillon     |                                  |
| 2006 | Ira & Abby                 | Ronnie                  |                                  |
| 2007 | Desatero                   | Chris Knarl             |                                  |
| 2008 | Den, kdy se zastavila Země | Dr. Michael Granier     |                                  |
| 2009 | Single Man                 | Hank Ackerley           | Pouze hlas, neuveden v titulcích |
| 2010 | Stolen                     | Tom Adkins starší       |                                  |
| 2010 | Shrek: Zvonec a konec      | Brogan                  | Pouze hlas                       |
| 2010 | A-Team                     | Agent Lynch             | Neuveden v titulcích             |
| 2010 | Město                      | Adam Frawley            |                                  |
| 2010 | Kvílení                    | Jake Ehrlich            |                                  |
| 2011 | Sucker Punch               | doktor                  |                                  |
| 2011 | Ženy sobě                  | Ted                     | Neuveden v titulcích             |
| 2012 | Svobodní se závazky        | Ben                     | Také producent filmu             |
| 2013 | Futurologický kongres      | Dylan Truliner          | hlas                             |
| 2014 | Milionový nadhazovač       | J.B. Bernstein          |                                  |
| 2015 | Mimoni                     | Herb Odkrágl            | Pouze hlas, v anglickém znění    |
| 2016 | Špióni odvedle             | Tim Jones               |                                  |
| 2016 | Naprosto dokonalé          | Sám sebe                | Cameo                            |
| 2016 | Aardvark                   | Craig Norman            |                                  |
| 2016 | Marjorie Prime             | Walter                  | také výkonný producent           |
| 2017 | Baby Driver                | Buddy                   |                                  |
| 2018 | Beirut                     | Mason Skiles            |                                  |
| 2018 | Máš ji!                    | Bob Callahan            |                                  |
| 2018 | Nostalgie                  | Will Beam               |                                  |
| 2018 | Zlý časy v El Royale       | Laramie Sullivan        |                                  |
| 2019 | Zpráva                     | Denis McDonough         |                                  |
| 2019 | Lucy in the Sky            | Mark Goodwin            |                                  |
| 2019 | V kapradí: Film            | Sám sebe                |                                  |
| 2019 | The Jesus Rolls            | Paul                    |                                  |
| 2019 | Richard Jewell             | Tom Shaw                |                                  |
| 2020 | Romance po irsku           | Adam Kelly              |                                  |
| 2020 | Noví mutanti               | ministr Sinister        |                                  |
| 2021 | Žádné prudké pohyby        | Joe Finney              |                                  |
| 2022 | Top Gun: Maverick          | Sam Wells               |                                  |
| 2022 | Skrytá místnost            | Orson                   |                                  |
| 2022 | Přiznej se, Fletchi        | Irwin "Fletch" Fletcher |                                  |
| 2023 | Kdo zabil Maggie Moore?    | Jordan Sanders          |                                  |
| 2024 | Protivný sprostý holky     | trenér Carr             |                                  |
| 2024 | Bez polevy                 | Don Draper              |                                  |
| 2024 | Transformers Jedna         | Sentinel Prime (hlas)   | postprodukce                     |

### Televize
| Rok        | Název                                              | Role                                    | Poznámky                                                      |
| ---------- | -------------------------------------------------- | --------------------------------------- | ------------------------------------------------------------- |
| 1997       | Ally McBealová                                     | Ten chlap                               | díl: „Compromising Positions"                                 |
| 2000       | Providence                                         | Burt Ridley                             |                                                               |
| 2000       | The Trouble with Normal                            | Jackson                                 |                                                               |
| 2000       | The Hughleys                                       | Buzz                                    | díl: „Lies My Valentine Told Me"                              |
| 2001       | Early Bird Special                                 | Red-Headed Cop                          | díl: „Pilot"                                                  |
| 2002       | Strážkyně zákona                                   | Inspektor Nate Basso                    |                                                               |
| 2002       | Gilmorova děvčata                                  | Peyton Sanders                          | díl: „Eight O'Clock at the Oasis"                             |
| 2005       | Kriminálka Miami                                   | Dr. Brent Kessler                       | 2 díly                                                        |
| 2005       | Point Pleasant                                     | Dr. George Forrester                    | 2 díly                                                        |
| 2005       | Čarodějky                                          | Jack Brody                              | díl: „Ordinary Witches"                                       |
| 2006       | Jednotka zvláštního určení                         | Wilson James                            |                                                               |
| 2006       | What About Brian                                   | Richard Povich                          |                                                               |
| 2006       | Vražedná čísla                                     | Richard Clast                           | díl: „Hardball"                                               |
| 2006       | Related                                            | Danny                                   | díl: „Related"                                                |
| 2007       | The Sarah Silverman Program                        | Cable Guy                               | díl: „Muffin' Man"                                            |
| 2007-2015  | Šílenci z Manhattanu                               | Don Draper                              |                                                               |
| 2008-2013  | Saturday Night Live                                | Moderátor/Různé postavy                 | 8 dílů                                                        |
| 2009-2012  | Studio 30 Rock                                     | Dr. Drew Baird / Abner / David Brinkley |                                                               |
| 2010       | Childrens Hospital                                 | Derrick Childrens                       | 2 díly                                                        |
| 2010       | Simpsonovi                                         | Vyšetřovatel FBI                        | díl: „Krycí jméno Donnie Špekoun"                             |
| 2012       | The Increasingly Poor Decisions of Todd Margaret   | Sám sebe                                | 4 díly                                                        |
| 2012       | Upovídaná Marta                                    | Ham Johnson                             | díly: „Cora! Cora! Cora!, Cora Encore!"                       |
| 2012       | Clear History                                      | Will Haney                              | Film z produkce HBO                                           |
| 2012       | Metalocalypse                                      |                                         | díl: „Writersklok"                                            |
| 2012       | A Young Doctor's Notebook                          | Dr. Vladimir Bomgard (starší)           | Minisérie (4 díly)                                            |
| 2012       | Griffinovi                                         | Sám sebe/Don Draper                     | díl: „Ratings Guy"                                            |
| 2012       | The Greatest Event in Television History           | Sám sebe                                |                                                               |
| 2013       | Bobovy burgery                                     | O.T.                                    | díl: „O.T.: The Outside Toilet“                               |
| 2013       | Archer                                             | Kapitán Murphy                          | 2 díly                                                        |
| 2013       | 2013 ESPY Awards                                   | Sám sebe (moderátor)                    |                                                               |
| 2013       | Bez minulosti                                      | Will Haney                              | Televizní film                                                |
| 2014       | Terapie online                                     | Jeb Masters                             | 2 díly                                                        |
| 2014       | Černé zrcadlo                                      | Matt Trent                              | díl: „White Christmas“                                        |
| 2014–2015  | Parks and Recreation                               | Ed                                      | 2 díly                                                        |
| 2015       | Sedm dní v pekle                                   | Vypravěč                                | Televizní film                                                |
| 2015       | Wet Hot American Summer: First Day of Camp         | Falcon                                  | 4 díly                                                        |
| 2015       | Toast of London                                    | On sám                                  | díl: „Hamm on Toast“                                          |
| 2015–2020  | Nezdolná Kimmy Schmidt                             | Richard Wayne Gary Wayne                | 14 dílů                                                       |
| 2016       | Wander Over Yonder                                 | kreslený Lord Hater                     | díl: „The Cartoon“                                            |
| 2016       | Angie Tribeca                                      | McCormick                               | díl: „Fleas Don't Kill Me“                                    |
| 2016       | The Last Man on Earth                              | Darrell                                 | díl: „General Breast Theme with Cobras“                       |
| 2017       | Tour de Pharmacy                                   | vypravěč (hlas)                         | Televizní film                                                |
| 2017       | Spongebob v kalhotách                              | Don Grouper (hlas)                      | díl: „Goodbye, Krabby Patty?“                                 |
| 2017       | Big Mouth                                          | Lastura (hlas)                          | díl: „I Survived Jessi's Bat Mitzvah“                         |
| 2017       | Travel Man                                         | Sám sebe                                | díl: „48 Hours in Hong Kong Christmas Special“                |
| 2017       | All or Nothing: A Season with the Los Angeles Rams | vypravěč (hlas)                         | 8 dílů                                                        |
| 2018       | Big City Greens                                    | Louis (hlas)                            |                                                               |
| 2018       | I Love You, America with Sarah Silverman           | Abraham Lincoln                         | díl: „Hall of Presidents“                                     |
| 2018       | Random Acts of Flyness                             | sám sebe                                | díl: „What are your thoughts on raising free black children?“ |
| 2018       | Legion                                             | vypravěč (hlas)                         | 7 dílů                                                        |
| 2018       | Barry                                              | sám sebe                                | díl: „Chapter Four: Commit ... to YOU“                        |
| 2019–2023  | Good Omens                                         | archanděl Gabriel                       | 10 dílů                                                       |
| 2020       | Medical Police                                     | doktor Derrick Childrens                | díl: „Mature Group Action“                                    |
| 2020–2021  | Larry, kroť se                                     | Sám sebe                                | 2 díly                                                        |
| 2023–2024  | Fargo                                              | Šerif Roy Tillman                       | 10 dílů                                                       |
| 2024–2025  | Landman                                            | Monty Miller                            | 10 dílů                                                       |
| 2025–dosud | Sousedská tajemství                                | Andrew "Coop" Cooper                    | hlavní role                                                   |

### Videoklipy
| Rok  | Umělec            | Název videa                                  | Role            | Poznámky    |
| ---- | ----------------- | -------------------------------------------- | --------------- | ----------- |
| 2011 | The Lonely Island | „Shy Ronnie 2: Ronnie & Clyde“ (ft. Rihanna) | Bank Hostage    | Cameo       |
| 2011 | Herman Düne       | „Tell Me Something I Don't Know“             | Nespecifikovaná | Hlavní role |
| 2012 | Aimee Mann        | „Labrador“                                   | Tom Scharpling  |             |

## Ocenění a nominace
| Rok  | Práce                | Ocenění                                                                          | Výsledek  |
| ---- | -------------------- | -------------------------------------------------------------------------------- | --------- |
| 2008 | Šílenci z Manhattanu | Zlatý glóbus za nejlepší mužský herecký výkon v seriálu (drama)                  | vítězství |
| 2008 | Šílenci z Manhattanu | Cena Emmy pro nejlepšího hlavního herce v dramatickém seriálu                    | nominace  |
| 2008 | Šílenci z Manhattanu | Satellite Award pro nejlepšího herce v dramatickém seriálu                       | nominace  |
| 2008 | Šílenci z Manhattanu | Screen Actors Guild Award pro nejlepší výkon obsazení dramatického seriálu       | nominace  |
| 2008 | Šílenci z Manhattanu | Screen Actors Guild Award pro nejlepšího herce v dramatickém seriálu             | nominace  |
| 2008 | Šílenci z Manhattanu | TCA Award pro individuální úspěch ve dramatu                                     | nominace  |
| 2009 | Šílenci z Manhattanu | Zlatý glóbus za nejlepší mužský herecký výkon v seriálu (drama)                  | nominace  |
| 2009 | Šílenci z Manhattanu | Golden Nymph Award pro nejlepšího herce v dramatickém seriálu                    | vítězství |
| 2009 | Šílenci z Manhattanu | Cena Emmy pro nejlepšího hlavního herce v dramatickém seriálu                    | nominace  |
| 2009 | Studio 30 Rock       | Cena Emmy pro nejlepšího hostujícího herce v komediálním seriálu                 | nominace  |
| 2009 | Šílenci z Manhattanu | Satellite Award pro nejlepšího herce v televizním dramatickém seriálu            | nominace  |
| 2009 | Šílenci z Manhattanu | Screen Actors Guild Award pro nejlepší výkon obsazení dramatického seriálu       | vítězství |
| 2009 | Šílenci z Manhattanu | Screen Actors Guild Award pro nejlepšího herce v dramatickém seriálu             | nominace  |
| 2009 | Šílenci z Manhattanu | TCA Award pro individuální úspěch v dramatu                                      | nominace  |
| 2010 | Šílenci z Manhattanu | Zlatý glóbus za nejlepší mužský herecký výkon v seriálu (drama)                  | nominace  |
| 2010 | Šílenci z Manhattanu | Golden Nymph Award pro nejlepšího herce v dramatickém seriálu                    | nominace  |
| 2010 | Šílenci z Manhattanu | Cena Emmy pro nejlepšího hlavního herce v dramatickém seriálu                    | nominace  |
| 2010 | Studio 30 Rock       | Cena Emmy pro nejlepšího hostujícího herce v komediálním seriálu                 | nominace  |
| 2010 | Šílenci z Manhattanu | Satellite Award pro nejlepšího herce v dramatickém televizním seriálu            | nominace  |
| 2010 | Šílenci z Manhattanu | Screen Actors Guild Award pro nejlepší výkon obsazení dramatického seriálu       | vítězství |
| 2010 | Šílenci z Manhattanu | Screen Actors Guild Award pro nejlepší výkon herce v dramatickém seriálu         | nominace  |
| 2011 | Šílenci z Manhattanu | Critics' Choice Television Award pro nejlepšího herce v dramatickém seriálu      | vítězství |
| 2011 | Šílenci z Manhattanu | Zlatý glóbus za nejlepší mužský herecký výkon v seriálu (drama)                  | nominace  |
| 2011 | Šílenci z Manhattanu | Golden Nymph Award pro nejlepšího herce v dramatickém seriálu                    | vítězství |
| 2011 | Šílenci z Manhattanu | Cena Emmy pro nejlepšího hlavního herce v dramatickém seriálu                    | nominace  |
| 2011 | Šílenci z Manhattanu | Screen Actors Guild Award pro nejlepší výkon obsazení dramatického seriálu       | nominace  |
| 2011 | Šílenci z Manhattanu | Screen Actors Guild Award za nejlepší mužský herecký výkon v dramatickém seriálu | nominace  |
| 2011 | Šílenci z Manhattanu | TCA Award pro individuální úspěch ve dramatu                                     | vítězství |
| 2012 | Šílenci z Manhattanu | Critics' Choice Television Award pro nejlepšího herce v dramatickém seriálu      | nominace  |
| 2012 | Šílenci z Manhattanu | Cena Emmy pro nejlepšího hlavního herce v dramatickém seriálu                    | nominace  |
| 2012 | Studio 30 Rock       | Cena Emmy pro nejlepšího hostujícího herce v komediálním seriálu                 | nominace  |
| 2012 | Šílenci z Manhattanu | TCA Award pro individuální úspěch ve dramatu                                     | nominace  |
| 2013 | Šílenci z Manhattanu | Screen Actors Guild Award za nejlepší mužský herecký výkon v dramatickém seriálu | nominace  |
| 2013 | Šílenci z Manhattanu | Screen Actors Guild Award pro nejlepší výkon obsazení dramatického seriálu       | nominace  |
| 2013 | Šílenci z Manhattanu | Zlatý glóbus za nejlepší mužský herecký výkon v seriálu (drama)                  | nominace  |